# TBSテレビ系列朝ニュース枠
TBSテレビ系列朝ニュース枠（ティービーエステレビけいれつあさニュースわく）とは、TBSテレビ（JNN）系列で、毎日朝に放送されている報道番組の一覧のことである。

## 各番組の歴史
1959年のJNN結成と共に朝のニュース番組が開始される。以後1983年3月まで朝7時から約20分間の放送が続く。
1982年4月改編でフジテレビがFNNニュース枠と『プロ野球ニュース』再放送を統合し大型化したように、1983年4月改編で7時台のニュースを6時台後半に移転し『JNNスポーツデスク』再放送と統合。30分枠の『JNNおはようニュース&スポーツ』となる。以後6時台での放送が定着し、土日版も制作される。
1994年10月改編にてTBSは現在の放送センターに移転するが、週末版ニュース枠（『JNNニュース あなたにオンタイム』）の放送時間が15分に縮小される。
1996年6月に社内横断プロジェクト制で朝の情報番組枠と統合した『おはようクジラ』が制作され、平日朝から独立したニュース枠が消滅する。しかしTBSビデオ問題の責任をとるため社会情報局が解体されたことで、『おはようクジラ』は番組自体が報道局制作番組、即ちニュース番組として扱われる。以後この編成は『ウォッチ!』まで続く。また、同年同月より週末版ニュースのタイトルが『JNNニュース』となり、全曜日共通タイトルではなくなる。
2005年4月に開始した『（みのもんたの）朝ズバッ!』では6時台前半にJNNニュース枠が存在する。番組開始当初よりしばらくみのもんたの口頭で呼称されるだけでタイトル表示はなかったが、2012年頃より『600JNNニュース』というコーナータイトルが付く。番組フォーマットも『朝ズバッ!』に準拠する。

## 主な番組

### 平日6 - 7時台
- JNNニュース（1959年8月 - 1971年4月2日）
- モーニングジャンボ（1971年4月5日 - 1972年3月31日）
- モーニングジャンボJNNニュースショー（1972年4月3日 - 1975年1月3日）
- JNNニュースコール（第1期）（1975年1月6日 - 1976年9月24日）
- おはよう700（1976年9月27日 - 1980年9月26日）
- テレビ列島7時（1980年9月29日 - 1981年9月25日）
- 朝のホットライン（1981年9月28日 - 1983年4月1日） - 番組自体は1990年3月30日まで継続。
- JNNおはようニュース&スポーツ（1983年4月4日 - 1991年3月29日）
- JNNニュースコール（第2期）（1991年4月1日 - 1993年10月1日）
- JNNニュース あなたにオンタイム（1993年10月4日 - 1995年3月31日）
- JNNニュース オンタイム（1995年4月3日 - 1996年5月31日）
- おはようクジラ（1996年6月3日 - 1999年3月26日）
- エクスプレス（1999年3月29日 - 2002年3月29日）
- おはよう!グッデイ（2002年4月1日 - 2003年3月28日）
- ウォッチ!（2003年3月31日 - 2005年3月25日）
- （みのもんたの）朝ズバッ!・600JNNニュース（2005年3月28日 - 2014年3月28日）
- あさチャン!（2014年3月31日 - 2019年12月27日）
- あさチャン!先出し（2020年1月6日 - 2020年3月27日） - 5時台後半に放送していた。
- あさチャン!（2020年3月30日 - 2021年9月30日）
- THE TIME,（2021年10月1日 - ）

### 平日8時台
- 朝のホットライン（1981年9月28日 - 1983年4月1日） - 番組自体は1990年3月30日まで継続。
- JNN8時のニュース（1983年4月4日 - 1987年3月27日） - 一時的に独立。
- 朝のホットライン・8時のニュース（1987年3月30日 - 1990年3月30日）
- THE WAVE・8時のニュース（1990年4月2日 - 9月28日）
- ビッグモーニング・8時10分のニュース（1990年10月1日 - 1994年9月30日）
- ザ・フレッシュ!（1994年10月3日 - 1995年6月30日）
- フレッシュ!（1995年7月3日 - 1996年5月31日）

### 週末
土曜日
- JNN NEWS（1959年8月 - 1984年3月31日）
- JNNおはようニュース&スポーツ（1984年4月7日 - 1991年3月30日）
- JNNニュースコール（第2期）（1991年4月6日 - 1993年10月2日）
- JNNニュース あなたにオンタイム（1993年10月9日 - 1995年4月1日）
- JNNニュース オンタイム（1995年4月8日 - 1996年5月25日）
- JNN NEWS（1996年6月1日 - 2009年3月28日） - 2002年4月6日より『（みのもんたの）サタデーずばッと』に内包（一部地域を除く）。
- THE NEWS（2009年4月4日 - 2010年3月27日） - 引き続き、同上。
- JNN NEWS（2010年4月3日 - ） - 2013年11月9日から2014年3月29日までは『サタデーずばッと』、2014年4月5日から2017年3月25日までは『報道LIVE あさチャン!サタデー』、2019年7月6日から2023年3月25日までは『まるっと!サタデー』（一部地域を除く）にそれぞれ内包、2017年4月1日から2019年6月29日までと、2023年4月1日からは単独番組で放送。

日曜日
- JNN NEWS（1959年8月 - 1984年9月30日）
- JNNおはようニュース&スポーツ（1984年10月7日 - 1991年3月31日）
- JNNニュースコール（第2期）（1991年4月7日 - 1993年10月3日）
- JNNニュース あなたにオンタイム（1993年10月10日 - 1995年4月2日）
- JNNニュース オンタイム（1995年4月9日 - 1996年5月26日）
- JNN NEWS（1996年6月2日 - 2009年3月29日）
- THE NEWS（2009年4月5日 - 2010年3月28日）
- JNN NEWS（2010年4月4日 - ）

### 番組の移り変わり
| 期間      | 期間      | 平日（6 - 7時台）                   | 土曜日                         | 日曜日                         | 平日（8時台）               |
| --------- | --------- | ----------------------------------- | ------------------------------ | ------------------------------ | --------------------------- |
| 1959.8    | 1971.4.4  | JNN NEWS                            | JNN NEWS                       | JNN NEWS                       | （なし）                    |
| 1971.4.5  | 1972.4.2  | モーニングジャンボ                  | JNN NEWS                       | JNN NEWS                       | （なし）                    |
| 1972.4.3  | 1975.1.5  | モーニングジャンボJNNニュースショー | JNN NEWS                       | JNN NEWS                       | （なし）                    |
| 1975.1.6  | 1976.9.26 | JNNニュースコール                   | JNN NEWS                       | JNN NEWS                       | （なし）                    |
| 1976.9.27 | 1980.9.28 | おはよう700                         | JNN NEWS                       | JNN NEWS                       | （なし）                    |
| 1980.9.29 | 1981.9.27 | テレビ列島7時                       | JNN NEWS                       | JNN NEWS                       | （なし）                    |
| 1981.9.28 | 1983.4.3  | 朝のホットライン                    | JNN NEWS                       | JNN NEWS                       | 朝のホットライン            |
| 1983.4.4  | 1984.4.1  | JNNおはようニュース&スポーツ        | JNN NEWS                       | JNN NEWS                       | JNN8時のニュース            |
| 1984.4.2  | 1984.9.30 | JNNおはようニュース&スポーツ        | JNNおはようニュース&スポーツ   | JNN NEWS                       | JNN8時のニュース            |
| 1984.10.1 | 1987.3.29 | JNNおはようニュース&スポーツ        | JNNおはようニュース&スポーツ   | JNNおはようニュース&スポーツ   | JNN8時のニュース            |
| 1987.3.30 | 1990.4.1  | JNNおはようニュース&スポーツ        | JNNおはようニュース&スポーツ   | JNNおはようニュース&スポーツ   | 朝のホットライン・ JNN NEWS |
| 1990.4.2  | 1990.9.30 | JNNおはようニュース&スポーツ        | JNNおはようニュース&スポーツ   | JNNおはようニュース&スポーツ   | THE WAVE・ JNN NEWS         |
| 1990.10.1 | 1991.3.31 | JNNおはようニュース&スポーツ        | JNNおはようニュース&スポーツ   | JNNおはようニュース&スポーツ   | ビッグモーニング            |
| 1991.4.1  | 1993.10.3 | JNNニュースコール                   | JNNニュースコール              | JNNニュースコール              | ビッグモーニング            |
| 1993.10.4 | 1994.10.2 | JNNニュース あなたにオンタイム      | JNNニュース あなたにオンタイム | JNNニュース あなたにオンタイム | ビッグモーニング            |
| 1994.10.3 | 1995.4.2  | JNNニュース あなたにオンタイム      | JNNニュース あなたにオンタイム | JNNニュース あなたにオンタイム | ザ･フレッシュ!              |
| 1995.4.3  | 1995.7.2  | JNNニュース オンタイム              | JNNニュース オンタイム         | JNNニュース オンタイム         | ザ･フレッシュ!              |
| 1995.7.3  | 1996.5.26 | JNNニュース オンタイム              | JNNニュース オンタイム         | JNNニュース オンタイム         | フレッシュ!                 |
| 1996.5.27 | 1996.6.2  | JNNニュース オンタイム              | JNN NEWS                       | JNN NEWS                       | フレッシュ!                 |
| 1996.6.3  | 1999.3.28 | おはようクジラ                      | JNN NEWS                       | JNN NEWS                       | （廃枠）                    |
| 1999.3.29 | 2002.3.31 | エクスプレス                        | JNN NEWS                       | JNN NEWS                       | （廃枠）                    |
| 2002.4.1  | 2003.3.30 | おはよう!グッデイ                   | JNN NEWS                       | JNN NEWS                       | （廃枠）                    |
| 2003.3.31 | 2005.3.27 | ウォッチ!                           | JNN NEWS                       | JNN NEWS                       | （廃枠）                    |
| 2005.3.28 | 2009.3.29 | （みのもんたの）朝ズバッ!           | JNN NEWS                       | JNN NEWS                       | （廃枠）                    |
| 2009.3.30 | 2010.3.28 | （みのもんたの）朝ズバッ!           | THE NEWS                       | THE NEWS                       | （廃枠）                    |
| 2010.3.29 | 2014.3.30 | （みのもんたの）朝ズバッ!           | JNN NEWS                       | JNN NEWS                       | （廃枠）                    |
| 2014.3.31 | 2021.9.30 | あさチャン!                         | JNN NEWS                       | JNN NEWS                       | （廃枠）                    |
| 2021.10.1 | 現在      | THE TIME,                           | JNN NEWS                       | JNN NEWS                       | （廃枠）                    |